# عميد خولي
عَمِيد خَوْلي (1361- 1445 هـ/ 1942- 2024 م) إعلامي وصحفي سوري. وهو والد الفنان قصي خولي.

## ولادته وحياته
ولد أبو قصي، عميد عفيف خولي يوم 27 شوال 1361هـ الموافق 6 نوفمبر 1942م في قرية خراب (الجنينة) التابعة لمحافظة طرطوس. حاصل على إجازة جامعية في الاقتصاد. متزوج من سعاد بربور نعمة، ولديه أربع بنات وابن واحد وهم: جلنار، وليالي، ولجين، ومحار، وقصي خولي الممثل المعروف.

## مسيرته
شغل عميد عدة مناصب صحفية في مسيرته المهنية، وهو أحد قادة العمل الإعلامي في سوريا منذ سبعينيات القرن العشرين، بدأ عمله الصحفي من جريدة الطليعة، ثم شغل منصب نائب رئيس تحرير صحيفة البعث، ثم عُيِّن رئيسًا لتحرير صحيفة تشرين، ثم مديرًا عامًّا لمؤسسة الوحدة ورئيسًا لتحرير صحيفة الثورة من عام 1989 حتى تقاعده عام 2000م. وشغل منصبَي نائب رئيس اتحاد الصحفيين السوريين، وأمين فرقة تشرين في حزب البعث السوري.
وقد نعته أسرته باسم (عميد الصحافة السورية) واستنكر هذا اللقبَ الصحفي الدمشقي المخضرم مروان المهايني، فكتب مخاطبًا ولده قصي: "يا عزيزي قصي، عميد الصحافة السورية مبالغة مسيئة للمرحوم". وعلَّق الصحفي والناقد السوري محمد منصور على منشور الأستاذ المهايني بالقول: "عميد خولي ابن صحافة رسمية مؤدلجة تسبِّح بحمد الحزب والقائد، وهوامش الحرية فيها محدودة للغاية، وإنجازاتها على الصعيد المهني لا تكاد تُرى باستثناء بعض الإنجازات لأفراد. إذا كان عميدَ الصحافة السورية فهو عميد صحافة الاستبداد والزمن الأغبر".

## وفاته
توفي عميد خولي بأحد مستشفيات مدينة طرطوس، مساء يوم الثلاثاء 4 رجب 1445هـ الموافق 16 يناير 2024، في إثر معاناته من قصور كلوي عن عمر ناهز الثانية والثمانين، وشُيعت جنازته يوم الخميس 18 يناير 2024، من قريته الخراب في طرطوس، بعد إقامة الجنازة في كنيسة مار يوسف.

ورقة نعي عميد خولي